# Second Sighting
Second Sighting är ett musikalbum av Frehley's Comet, utgivet den 7 juli 1988. Detta är Ace Frehleys band Frehley's Comets andra studioalbum. Som de andra Comet-skivorna sålde inte denna platta något vidare.
En ny trummis, Jamie Oldaker, tog över efter Anton Fig som skulle återvända till Trouble Walkin'. Oldaker har bland annat jobbat med Eric Clapton och Bob Seger.
Dancin' With Danger är en coverversion av det kanadensiska bandet Streetheart. Även om Frehley står med som låtskrivare är både musiken och texten mycket lik originalversionen. 
Separate av Frehley och Regan blev den största hiten från skivan och spelades live efter Comet-tiden...

## Låtförteckning
1. "Insane" (Ace Frehley, Gene Moore) – 3:45
2. "Time Ain't Runnin' Out" (Tod Howarth) – 3:52
3. "Dancin' With Danger" (Frehley, Dana Strum, Poffer, Streetheart) – 3:25
4. "It's Over Now" (Howarth)– 4:39
5. "Loser in a Fight" (Howarth, John Regan) – 4:33
6. "Juvenile Delinquent" (Frehley) – 5:13
7. "Fallen Angel" (Howarth) – 3:44
8. "Separate" (Frehley, Regan) – 4:56
9. "New Kind of Lover" (Howarth) – 3:14
10. "The Acorn Is Spinning" (Frehley, Regan) – 4:50

## Medverkande
- Ace Frehley - gitarr, sång och bakgrundssång
- Tod Howarth - keyboard, sång, gitarr och bakgrundssång
- John Regan - bas och bakgrundssång
- Jamie Oldaker - trummor

## Fotnoter
1. ↑  Space Ace Online Arkiverad 8 april 2008 hämtat från the Wayback Machine.. (Webbåtkomst 2008-03-03.)